# Christopher Isengwe
Christopher Isegwe Njunguda (né le 22 février 1976) est un coureur de fond tanzanien, spécialiste du marathon.
Il se distingue sur la scène internationale en 2004, en gagnant le marathon de Belgrade.

## Palmarès

### Championnats du monde d'athlétisme
- Championnats du monde 2005 à Helsinki,  Finlande
  -  Médaille d'argent du marathon